# تاکس ریسر
تاکس مسابقه‌دهنده (به انگلیسی: Tux Racer) یک بازی ویدئویی مسابقه‌ای محصول ۲۰۰۰ است که نماد لینوکس، پنگوئن تاکس در آن حضور دارد. در بازی، بازیکن تاکس را درحالی کنترل می‌کند که در مسیری از برف و یخ در حال جمع‌آوری شاه ماهی باید به خط پایان برسد.
این بازی به‌طور رسمی بیش از یک میلیون بار تا سال ۲۰۰۱ دانلود شد. همچنین با استقبال خوبی روبرو شد و اغلب به دلیل گرافیک و سرعت مورد تحسین قرار گرفت و مورد علاقه کاربران لینوکس و جامعه نرم‌افزارهای آزاد بود. محبوبیت این بازی توسعه یک نسخه تجاری شده را تضمین کرد که در آن گرافیک بهبودیافته و شخصیت‌های دیگری اضافه شدند، و همچنین اولین بازی دارای مجوز جی‌پی‌ال بود که آرکیدی شد. این تنها محصولی است که استودیو سانسپایر توسعه و منتشر کرد و پس از آن شرکت منحل شد. کد منبع باز رایگان بازی منجر به دریافت فورک‌هایی شد که توسط طرفداران ساخته و به توسعه آن ادامه دادند.